# Trîlisți, Rojîșce
Trîlisți (în ucraineană Трилісці) este un sat în comuna Perespa din raionul Rojîșce, regiunea Volînia, Ucraina.

## Demografie
Componența lingvistică a localității Trîlisți
     Ucraineană (99,1%)
     Alte limbi (0,45%)
Conform recensământului din 2001, majoritatea populației localității Trîlisți era vorbitoare de ucraineană (99,1%), existând în minoritate și vorbitori de alte limbi.